# ميجا مان إكس 5
ميجا مان إكس 5 (بالإنجليزية: Mega Man X5) ، وتسمى في النسخة اليابانية روك مان إكس 5 (Rockman X5)(باليابانية: ロックマンX5) ، هي لعبة إلكترونية من نوع أكشن ومنصات ، صدرت سنة 2000م في اليابان و2001 في أمريكا الشمالية وأوروبا ، وهي الجزء الخامس من سلسلة ميجا مان إكس.